# Augustus McCloskey
Augustus McCloskey, född 23 september 1878 i San Antonio i Texas, död 21 juli 1950 i San Antonio i Texas, var en amerikansk jurist och politiker (demokrat). Han tjänstgjorde som domare i Bexar County 1920–1928 och var därefter ledamot av USA:s representanthus 1929–1930. Som kongressledamot fick han avgå mitt i mandatperioden eftersom motståndaren och företrädaren Harry M. Wurzbach framgångsrikt ifrågasatte valresultatet från 1928 års kongressval, enligt vilket McCloskey först hade bedömts ha blivit invald.
McCloskey ligger begravd på San Fernando Cemetery #2 i San Antonio.